# Kundu (Trommel)
Kundu bezeichnet in der Tok-Pisin-Sprache Papua-Neuguineas einen in vielen Formvarianten vorkommenden Typus einer schlanken einfelligen Sanduhrtrommel, die in der Sprache Hiri Motu gaba heißt. In Westneuguinea, dem indonesischen Teil der Insel Neuguinea, ist dieser Trommeltyp unter anderem als tifa bekannt. Typisch, aber nicht bei allen Instrumenten vorhanden, ist ein in die plastisch-figürliche Gestaltung einbezogener Handgriff in der Mitte des Trommelkorpus. Häufig ist der Korpus mit Spiralmustern, anderen Ornamenten und Darstellungen eines Krokodils verziert, die mit den traditionellen magisch-religiösen Vorstellungen verbunden sind. In Papua-Neuguinea erscheint die kundu im Wappen des Landes. Für religiöse und gesellschaftliche Zeremonien verwendete Sanduhrtrommeln sind unter zahlreichen lokalen Namen auch über Neuguinea hinaus auf vielen zu Melanesien gehörenden kleineren Nachbarinseln verbreitet.

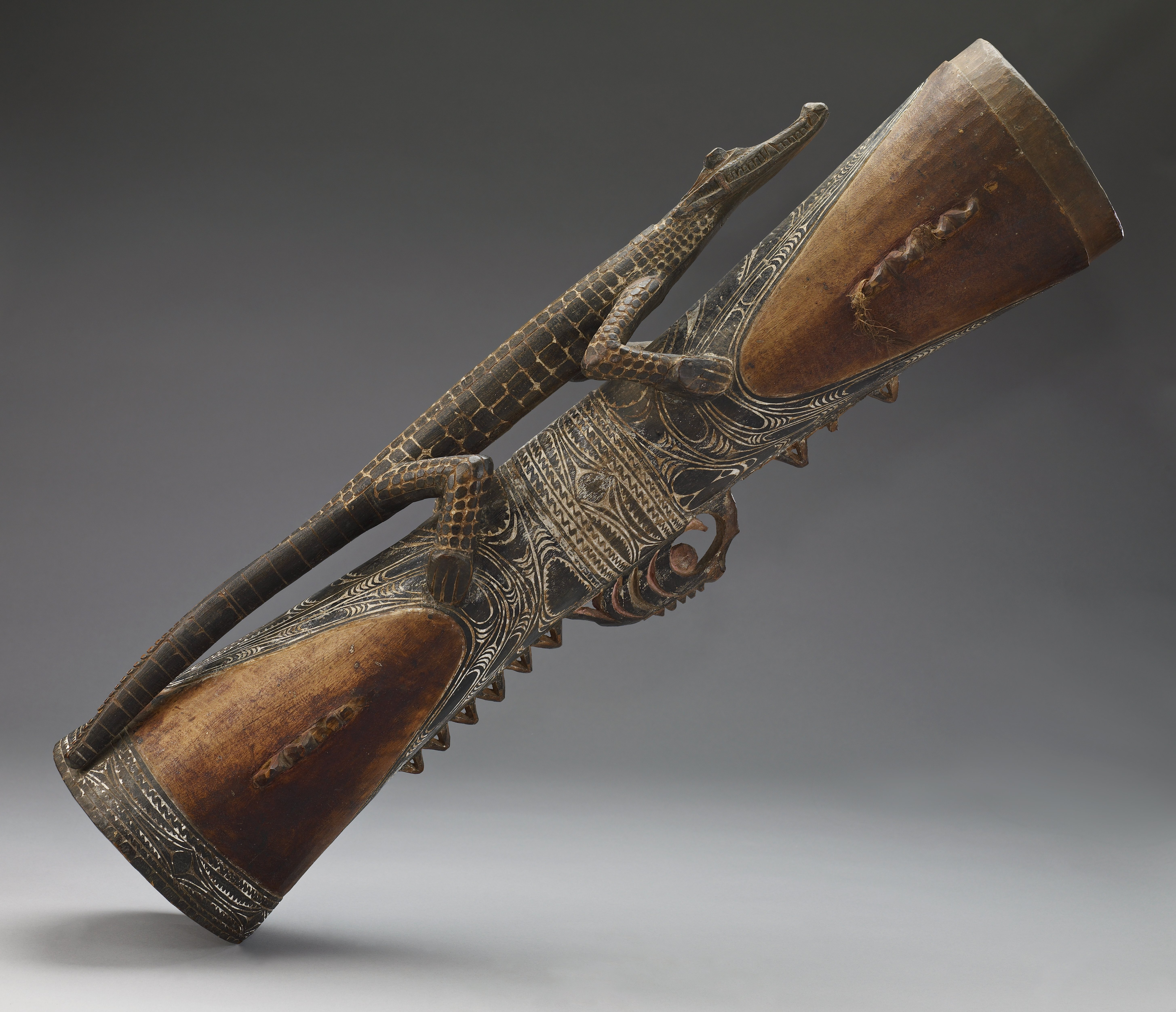
Kundu der Iatmul am mittleren Sepik im Norden von Papua-Neuguinea. Länge 68 Zentimeter, maximaler Durchmesser 16,5 Zentimeter. Das Krokodil, mythisches Urtier der Iatmul, verbindet die beiden Hälften, die Himmel und Erde symbolisieren.

## Herkunft und Verbreitung

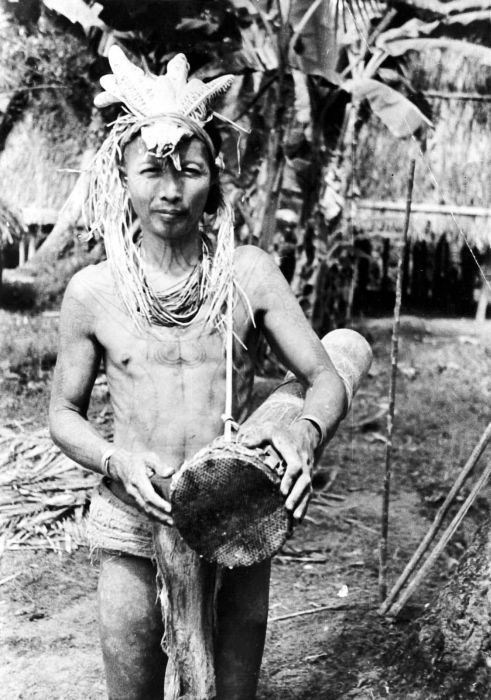
Im westlichen Indonesien seltene einfellige Zylindertrommel. Mentawai-Mann auf den Mentawai-Inseln westlich von Sumatra

Die weltweit frühesten Sanduhrtrommeln sind aus der Region Ostiran, Nordindien und Zentralasien bekannt. Namentlich erwähnt werden Sanduhrtrommeln in altindischen Texten aus der Zeitenwende, ein heutiger südindischer Name für eine sanduhrförmige Trommel ist timila. Dieser aus Indien stammende Sanduhrtrommeltyp ist auf einem Relief an einem buddhistischen Tempel der archäologischen Stätte Padang Lawas (11. bis 13. Jahrhundert) in Sumatra abgebildet. In Indonesien sind heute Sanduhrtrommeln gegenüber den weit verbreiteten fassförmigen Trommeln (kendang) und Rahmentrommeln (rebana) relativ selten; sie kommen vereinzelt in Kalimantan und Sulawesi (kunti) vor. Curt Sachs (1923) zufolge sind dagegen indische Sanduhrtrommeln in Südostasien nicht bekannt. Er beschreibt lediglich ein ungewöhnliches Exemplar aus Sulawesi, dessen Membrane durch Keile und Rotangwicklungen verspannt werden. Walter Kaudern (1927) hält für diese wenig taillierte, zweifellige Trommel aus dem Südosten von Sulawesi eher eine indische als eine pazifische Herkunft für denkbar.
Im Verlauf des 1. Jahrtausends gelangten vermutlich mit der Ausbreitung des Buddhismus Sanduhrtrommeln von Indien oder Iran über Zentralasien nach China, wo sie unter dem Namen jiegu bekannt waren. Eine Sanduhrtrommel ist zusammen mit einer gezupften Laute (pipa) und einer Brettzither (guzheng) auf einem um 400 n. Chr. datierten Wandbild aus Jiuquan in der Provinz Gansu abgebildet. Im 14. Jahrhundert waren die chinesischen Sanduhrtrommeln wie die südindische idakka stark tailliert, was auf einem Wandbild im daoistischen Tempel Yongle Gong in der Provinz Shanxi zu sehen ist. In China sind Sanduhrtrommeln heute verschwunden, sie leben jedoch unter anderem in der koreanischen janggu und der japanischen tsuzumi fort. Auf den Philippinen sind Trommeln konisch, zylindrisch, becherförmig (dabakan) oder fassförmig, aber nicht sanduhrförmig; unabhängig davon, ob es sich um indigene Formen, europäische oder im Süden des Landes um malayische und muslimische Importe (gandang) handelt. Die indigenen Völker Taiwans kannten zwar früher vom chinesischen Festland eingeführte Trommeln, verwenden heute aber überhaupt keine Membranophone, sondern als Rhythmusinstrumente bevorzugt Stampfstöcke. In Neuseeland kommen traditionell keine Trommeln vor.

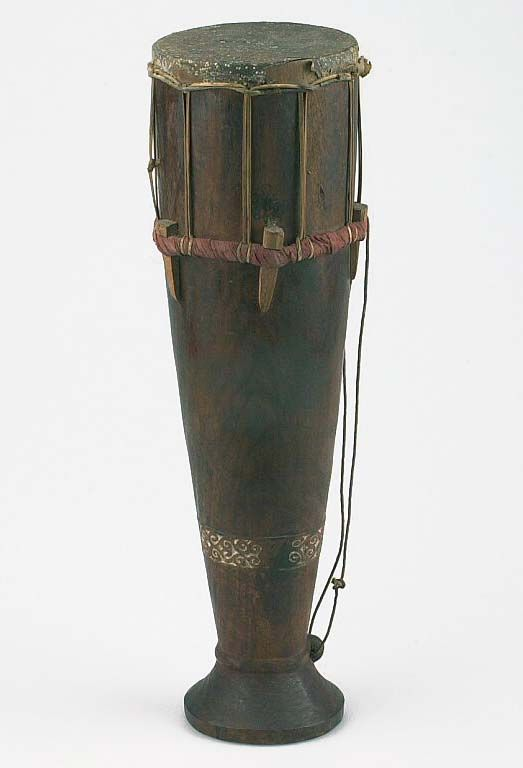
Bechertrommel tifa von der zu den Molukken gehörenden Inselgruppe Tanimbar. Die Membran wird durch Keilringspannung festgehalten.

Indonesische Trommeln sind von Sumatra im Westen bis Sulawesi und Sumbawa im Osten meist zweifellig wie die kendang. Dagegen überwiegen einfellige Röhrentrommeln auf den Molukken und den übrigen weiter östlich gelegenen Inseln als eine Gemeinsamkeit zu Neuguinea. Auf den Molukken und in Westneuguinea ist für einfellige Trommeln der Name tifa geläufig. Anfang des 20. Jahrhunderts stellten niederländische Forscher einen Einfluss indonesischer Musik von den Molukken über die Insel Misool auf die Westspitze und die Nordwestküste Neuguineas fest (erwähnt werden die Fiedel rebab, die Rahmentrommel rebana, Gongs und tifa). Die tifa der Molukken ist jedoch nicht sanduhrförmig, sondern besitzt eine leicht konische Form oder hat die Form einer Bechertrommel mit einem sich unten verbreiternden Standfuß. Ihre Membran ist mit Schnüren an einem durch Keile gesicherten Ring verspannt (Keilringspannung). Die bei den Asmat im westlichen indonesischen Teil Neuguineas indonesisch tifa oder in den Asmat-Sprachen em genannte Trommel entspricht mit ihrer Sanduhrform, Gestaltung und verklebten Membran der kundu.
Über die malaiischen Inseln gab es keinen erkennbaren Einfluss auf die Sanduhrtrommeln in Melanesien. Die süd- und ostasiatischen zweifelligen Sanduhrtrommeln gehören zum Typus der Trommeln mit variabler Membranspannung und damit variabler Tonhöhe, sie unterscheiden sich in mehrfacher Hinsicht von den einfelligen melanesischen Sanduhrtrommeln mit fester Tonhöhe. Diese bilden innerhalb Ozeaniens einen klar abgegrenzten Trommeltypus, der sich auch von den großen stehenden Kesseltrommeln im östlichen Polynesien einschließlich Hawaii abhebt. Die einfelligen polynesischen Kesseltrommeln (pahu) stehen mit Füßen auf dem Boden und sehen außen wie Röhrentrommeln aus. Sie wurden hauptsächlich mit Haifischhaut bespannt. Früher besaßen sie einen hohen Kultstatus, heute sind die wertvollsten Exemplare in Museen außerhalb der Region verstreut.
Die nördlich von Melanesien gelegene Inselregion Mikronesien besaß früher nur wenige Trommeln. Auf den ostmikronesischen Inseln gab es, bis er von den christlichen Missionaren verbannt wurde, einen einheimischen sanduhrförmigen Trommeltyp. Eine Variante dieser stark taillierten, hantelförmigen Trommel blieb auf den dortigen Marshallinseln erhalten. Sie ist einseitig bespannt, besitzt keinen Handgriff und wird bei besonderen Anlässen für den alten Stabtanz (jobwo) der Männer verwendet, der zu einem Symbol der nationalen Identität geworden ist. Der obere Trommelrand ist wulstartig verdickt und bildet eine Kante, an welcher die Membran mit einer Schnur fixiert wird. Während Schneckenhörner (sewi) noch gelegentlich eingesetzt werden, sind traditionelle Trommeln ansonsten verschwunden. Früher schlugen Frauen auf den Marshallinseln die Sanduhrtrommel aje und sangen im Chor zur Begleitung von Frauentänzen. Auf der Insel Nauru soll es eine zylindrische Trommel aus einem einen Meter langen Holzstamm gegeben haben, der einseitig mit Haifischhaut bespannt war. Wie Paul Hambruch (1914) mitteilt, war diese Trommel schon bei seinem Aufenthalt um 1908 verschwunden.
Wie die mikronesischen sind die melanesischen Trommeln stets einfellig. Eine Unterscheidung der in der Literatur beschriebenen Korpusformen in sanduhrförmig, zylindrisch oder in Einzelfällen becherförmig ist nicht durchgängig zu treffen, da die Formen in derselben Region ineinander übergehen können. Ebenso wenig ist ein Handgriff ein Unterscheidungskriterium, da fast überall Trommeln derselben Korpusform mit und ohne Handgriff vorkommen. Alle melanesischen Trommeln bestehen aus einem ausgehöhlten Stammabschnitt. Die einzige Ausnahme bildete die hantelförmige schlanke Tontrommel simpup-gur beim Volk der Azera im Tal des Markham im Osten Neuguineas (100 Kilometer landeinwärts von Lae; simpup, „Trommel“, und gur, „Ton“). Sie ist durchschnittlich 34 Zentimeter lang bei einem Durchmesser von 12 Zentimetern an den Enden und 6 Zentimetern in der Mitte. Die simpup-gur erhielt keinen Handgriff und war eine kleinere Nachbildung der rund 66 Zentimeter langen hölzernen Sanduhrtrommel simpup-tauf-maran. Die Tontrommel wurde nur in drei Dörfern in einem kleinen Gebiet hergestellt.
Kundu sind in allen Provinzen von Papua-Neuguinea verbreitet, mit Ausnahme einiger Angan-Sprachgruppen im Kraetkegebirge im östlichen Hochland (Gulf Province). Sie wurden jedoch nicht überall traditionell angefertigt, sondern häufig im Tauschhandel von anderen Ethnien erworben. Auf den umliegenden Inseln sind Trommeln ebenso verbreitet, sie fehlen jedoch in den meisten Gebieten der Manus Province und der Provinz Bougainville, auf der Insel Rossel sowie im Nordteil von Neuirland. Über Melanesien hinaus zeigt sich ein Einfluss der Kultur Neuguineas auf der Cape York-Halbinsel im Norden Australiens an der Verwendung der kundu.
In Melanesien gehören die meisten Musikinstrumente zur großen Gruppe der Idiophone, die mehrheitlich wie die Schlitztrommeln (in Neuguinea garamut) unmittelbar angeschlagen oder mittelbar angeschlagen (geschüttelt) werden wie Rasseln und nur in einem Fall früher gerieben wurden (lounuat in Neuirland). Schlitztrommeln werden in der Musik Neuguineas häufig zusammen mit Membranophonen verwendet. Ein idiophoner Klangkörper, dessen Form einer kundu ähnelt, ist die Stampftrommel oder Wassertrommel vom mittleren Sepik in Papua-Neuguinea, die aus einer sanduhrförmigen, beidseits offenen und mit Figuren verzierten Holzröhre besteht (ohne Membran). Sie wird rhythmisch auf eine Wasseroberfläche aufgeschlagen.

## Bauform

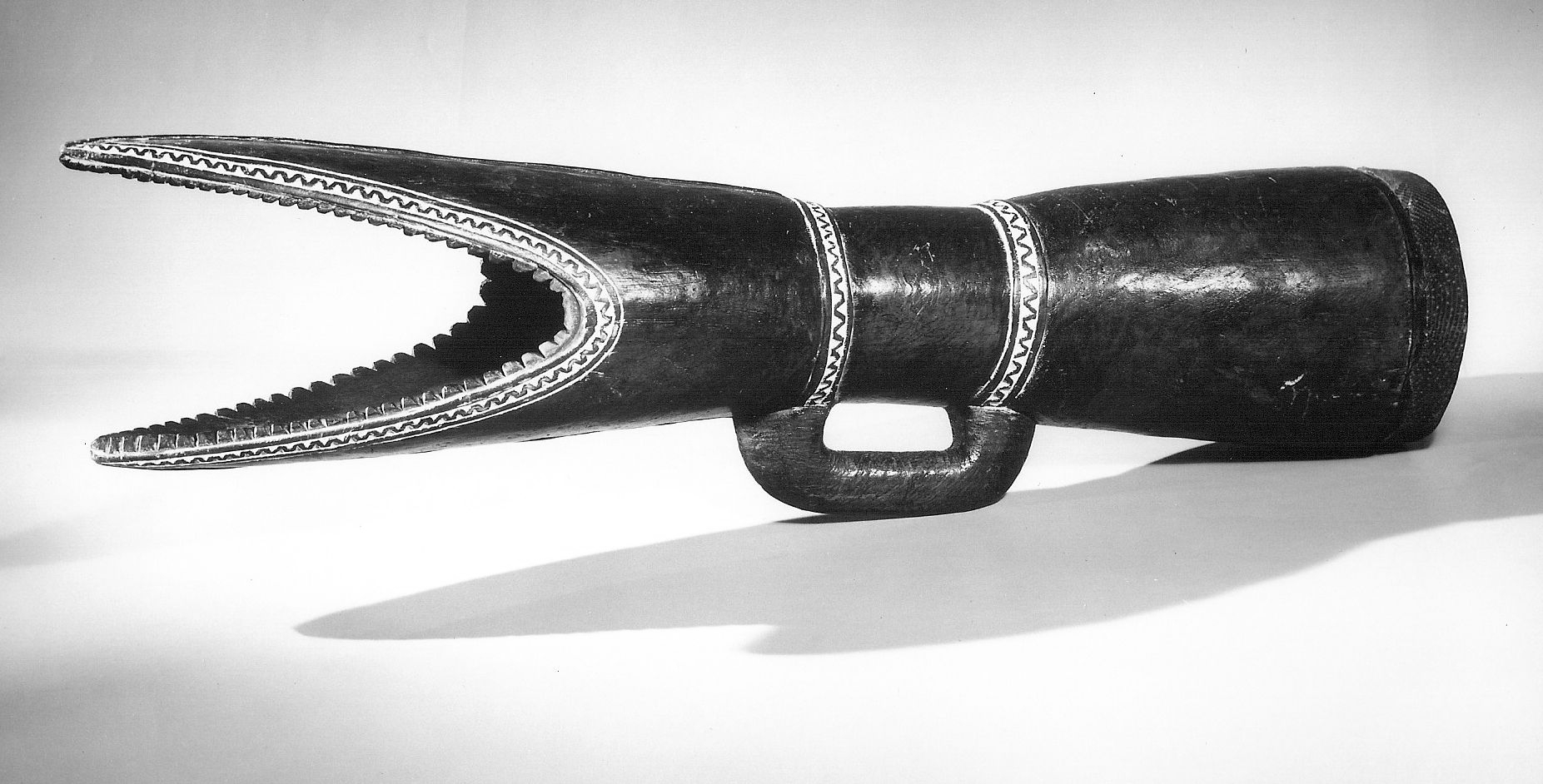
Trommel apa mit Krokodilrachen und Membran aus Echsenhaut. Möglicherweise vom Huongolf, Ende 19. Jahrhundert. Metropolitan Museum of Art

### Herstellung und Charakteristika
Das Tok-Pisin-Wort kundu ist aus der kuanuasprachigen Bezeichnung für den Narrabaum (Pterocarpus indicus, Tok Pisin nar) abgeleitet, aus dessen Holz die meisten Trommeln hergestellt werden. Narrabaum ist auch eines der Hölzer zum Bau der Schlitztrommel garamut. Andere geeignete Holzarten sind Vitex cofassus (Neuguinea-Teak, Tok Pisin garamut), Merbau (Art Intsia bijuga, Tok Pisin kwila) und Baumarten der Gattung Litsea. Der Stammabschnitt wird mit Stemmeisen, Schabern oder durch Abbrennen bearbeitet.
Eine typische Trommel, die in der Hand gehalten werden kann, ist 80 bis 90 Zentimeter lang. Die maximal von 23 bis 280 Zentimeter langen Trommeln werden aus einem Stück Narrabaumholz mit oder ohne Henkel in der Mitte hergestellt und sind einseitig bespannt. Das untere offene Ende der Trommel ist entweder gerade abgeschnitten oder, vor allem im Westen der Papua-Region, durch einen längs eingeschnittenen Keil zu zwei langen Spitzen ausgebildet, die als Krokodilmaul aufgefasst werden. Der Korpus kann unverziert oder entsprechend regionaler stilistischer Eigenheiten kunstvoll beschnitzt, eingeritzt und bemalt sein. Der Henkel dient dazu, die Trommel mit einer Hand zu halten, um sie mit den Fingern der anderen Hand zu schlagen. Trommeln ohne Henkel werden mit der Hand an der taillierten Mitte umfasst. Bei sitzenden Musikern liegt die Trommel im Schoß.
Die Membran wird nach der geografischen Verbreitung und Verfügbarkeit der Wildtiere ausgewählt. Im Tiefland von Papua-Neuguinea wird bevorzugt die Haut des Pazifikwaran (Varanus indicus), daneben die von anderen Echsen und Schlangen verwendet. Da im Hochland keine großen Echsenarten vorkommen, verarbeitet man stattdessen das Fell von Beuteltieren (Possum). und Forbes’ Ringbeutlern (Pseudochirulus forbesi). Unter den musealen Trommeln stammen mit Schlangenhaut bespannte Exemplare etwa aus Vanimo und der Yabem-Sprachregion bei Finschhafen an der Nordküste sowie vom Turama-Fluss am Golf von Papua und von Kiwai-Sprechern in der Western Province. Die Bauchhaut vom Krokodil wurde am Keram River (deutsch früher „Töpferfluss“, East Sepik Province) und in der Yos-Sudarso-Bucht (früher „Humboldt-Bucht“) verwendet, Fischhaut in der Berau-Bucht (an der Bomberai-Halbinsel), auf der Insel Mios Bepondi (nordwestlich von Biak) und vom Volk der Gogodara (Western Province von Papua-Neuguinea). Trommeln mit Fellen von Possum oder Känguru sind vom Waghi-Tal (Jiwaka Province), Mount Hagen (beide im zentralen Hochland), von der Berau-Bucht, den Marind-anim und am dortigen Bensbach River im Süden der Western Province, ferner von den Kiwai am Golf von Papua und vom Mount Albert Edward in der Central Province bekannt. Heute werden an den Küsten der Western Province und Gulf Province neben Krokodilen auch Seeschlangen wie die Arafura-Warzenschlange (Acrocordus arafurae) verwendet. Das einzige Volk in Papua-Neuguinea, das einen Vogelbalg zu Membranen verarbeitet, sind die Hewa in der Southern Highlands Province: die zu den Großfußhühnern gehörende Art Halsband-Talegalla (Talegalla jobiensis). In Westneuguinea werden vereinzelt Kasuare verwendet. Ferner wird gelegentlich die Haut von Baumkängurus, Wallabys, Nasenbeutlern, Schweinen sowie von in jüngerer Zeit eingeführten Tieren wie Katzen, Hunden, Kühen und Ziegen gebraucht.
Die Membranen werden meistens aufgeklebt, mit einer Schnur um den Rand festgebunden (Topfspannung) oder geklebt und zusätzlich festgebunden. Bei der Klebspannung wird die Membran feucht über den Korpusrand gezogen und solange durch umgewickelte Schnüre fixiert, bis sie fest geworden ist und am Rand haftet. Häufig wird zusätzlich noch ein Klebstoff aufgestrichen. Klebspannung und Topfspannung sind kaum unterscheidbare und parallel angewandte Methoden. Die Topfspannung kommt im gesamten Verbreitungsgebiet der Klebspannung vereinzelt vor, überwiegt aber auf den Inseln des Bismarck-Archipels. Eine weitere Befestigungsmethode ist der Wulstring, der bei einer bereits aufgeklebten und festgebundenen Membran über den Rand gezogen wird und die Membran fester andrückt. In Westneuguinea werden hierfür ein großer oder zwei kleine Ringe aus Rotang verwendet. Am mittleren Sepik und an der Nordküste von Wewak nach Westen bis zum Mamberamo haben die Trommeln ein oder zwei schmale Ringe, die auch vereinzelt an der Südwestküste am Lorentz-Fluss und an der Torres-Straße (Western Province) vorkommen. Seltener ist die Keilringspannung, die von der Halbinsel Vogelkop und der dortigen Berau-Bucht im äußersten Westen von Neuguinea sowie mit zwei Exemplaren aus der Sepik-Region belegt ist. Bei der Keilringspannung ist in einiger Entfernung vom Rand ein Ring umgebunden, an dem die Membran mit durch Löcher an deren Rand durchgezogenen Schnüren verspannt wird. Der Ring wird durch oben eingeschobene Keile in seiner Lage gehalten. Nur von den Inseln Wuvulu und Aua im Bismarck-Archipel ist die Schnurspannung bekannt, bei der die Membran durch Schnüre, die durch Löcher am Rand gezogen wurden, mit dem Handgriff in der Mitte des Korpus verspannt ist.

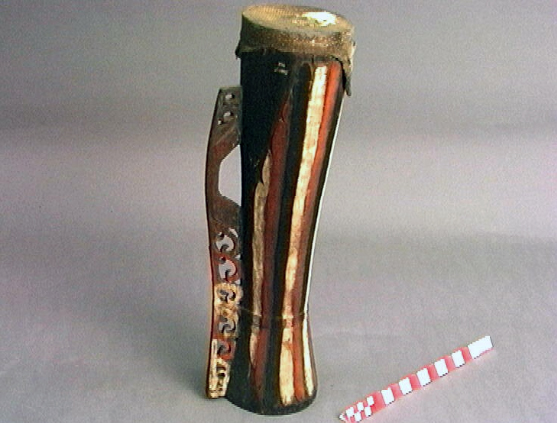
Schwarz-weiß-rot bemalte tifa von der Cenderawasih-Bucht im Norden Westneuguineas. Vor 1883, Tropenmuseum

Häufig werden auf den mittleren Bereich der Trommelfelle mehrere kleine Flecken aus schwarzem Bienenwachs als Stimmpaste aufgebracht. Damit soll keine genaue Tonhöhe eingestellt, sondern ein möglichst dumpfer und voller Klang erzeugt werden. Eine andere Bedeutung besitzen die schwarzen Flecken nicht. Erhitzen der Trommel über dem Feuer bewirkt eine stärkere Spannung der Membran und erhöht den Ton. In der Madang Province wird bei den Trommeln ein niedrigerer Ton erzielt, indem man die Membran mit Wasser benetzt und Lehm darauf streicht. Diese Trommeln können nicht erhitzt werden, weil sonst der Lehm trocknen und abplatzen würde. Nur in Westneuguinea werden zum Stimmen der Trommeln auch Keile zwischen die Membran und die umgebundene Schnur getrieben.
Zur Verzierung der Trommel dienen die Erdfarben Schwarz, Weiß und Rot, mit denen wie bei den Kerbschnitzereien Zickzackbänder, Wellenlinien, Spiralen und Kreise gebildet werden. Zickzacklinien unterteilen ein quer umlaufendes Band in nach oben und unten gerichtete Dreiecke, die symbolisch für Feuer und Wasser stehen. Rot und Weiß bedeuten Leben und Tod, eine im Zusammenhang mit Initiationen stehende Farbsymbolik. Die aufgemalte Sichel eines abnehmenden Mondes verweist auf den als weiblich vorgestellten Mond, der im Wasser wächst und zur jenseitigen Sphäre von Tod und Auferstehung gehört. Das Holz wird mit Schweinefett glänzend gemacht. Früher wurden die Trommeln im Hochland von Papua-Neuguinea vor jedem zeremoniellen Gebrauch mit Schweinefett eingerieben, um die magischen Kräfte der Trommel zu erneuern. Aus demselben Grund wurden auch die verehrten Kultsteine und Zeremonialwaffen (Steinbeile) mit Schweinefett behandelt und dabei häufig mit magischen Formeln besprochen.

### Regionale Formen
Die gut 180 Zentimeter lange diwaka der Gogodala, die im Grasland am Aramia-Fluss im Westen der Gulf Province leben, ist mit rund 18 Zentimetern Durchmesser annähernd zylindrisch, hat keinen Henkel und endet an der offenen Seite mit einem Krokodilrachen. Sie wird am Boden liegend gespielt.
Am Fluss Songgato im Norden der Provinz Papua stellt man Trommeln in typischer Sanduhrform ohne Verzierungen und ohne Handgriff her. Die Membran wird auf eine für Neuguinea ungewöhnliche Art befestigt. Ein dicker Ring aus gedrehten Rotangfasern wird von vier Spannschnüren, die sich an der Unterseite kreuzen, fixiert. Eine abwechselnd durch ein Loch am Rand der Membran und unter dem Ring durchgezogener Rotangstreifen spannt die Membran, die durch eine zusätzlich umlaufende Verschnürung an den Rand gepresst wird. Eine um die Taille gelegte Faser erhöht den Zug der vier Spannschnüre.
Einige Trommeln heben sich durch einen besonders geformten Handgriff an einem sorgfältig geglätteten Korpus hervor. Ein Exemplar von der Yos-Sudarso-Bucht an der Nordküste der Provinz Papua besitzt einen äußerst schlanken eleganten Handgriff in Gestalt einer Eidechse, die mit ihren vier Gliedmaßen ein flach eingekerbtes Schmuckband an der genau in der Mitte liegenden Taille umfasst und ihren Schwanz bis zur Unterkante streckt. Die Eidechse setzt ihre Krallen direkt oberhalb und unterhalb des Bandes auf den Korpus und stellt so das verbindende Element zwischen beiden ansonsten glatten Teilen her. Dagegen ist bei anderen Trommeln der Handgriff nur ein Element in einer komplex durchbrochenen Form, die auf einer Seite entlang des gesamten Korpus verläuft. Bei einem asymmetrischen Exemplar von der Insel Biak mit weit nach unten verschobener Taille bildet der Handgriff eine Brücke zwischen einer Spirale, die an einer Maske an der Unterkante endet, und einer menschlichen Figur, deren Kopf sich an der Membran befindet.

## Spielweise

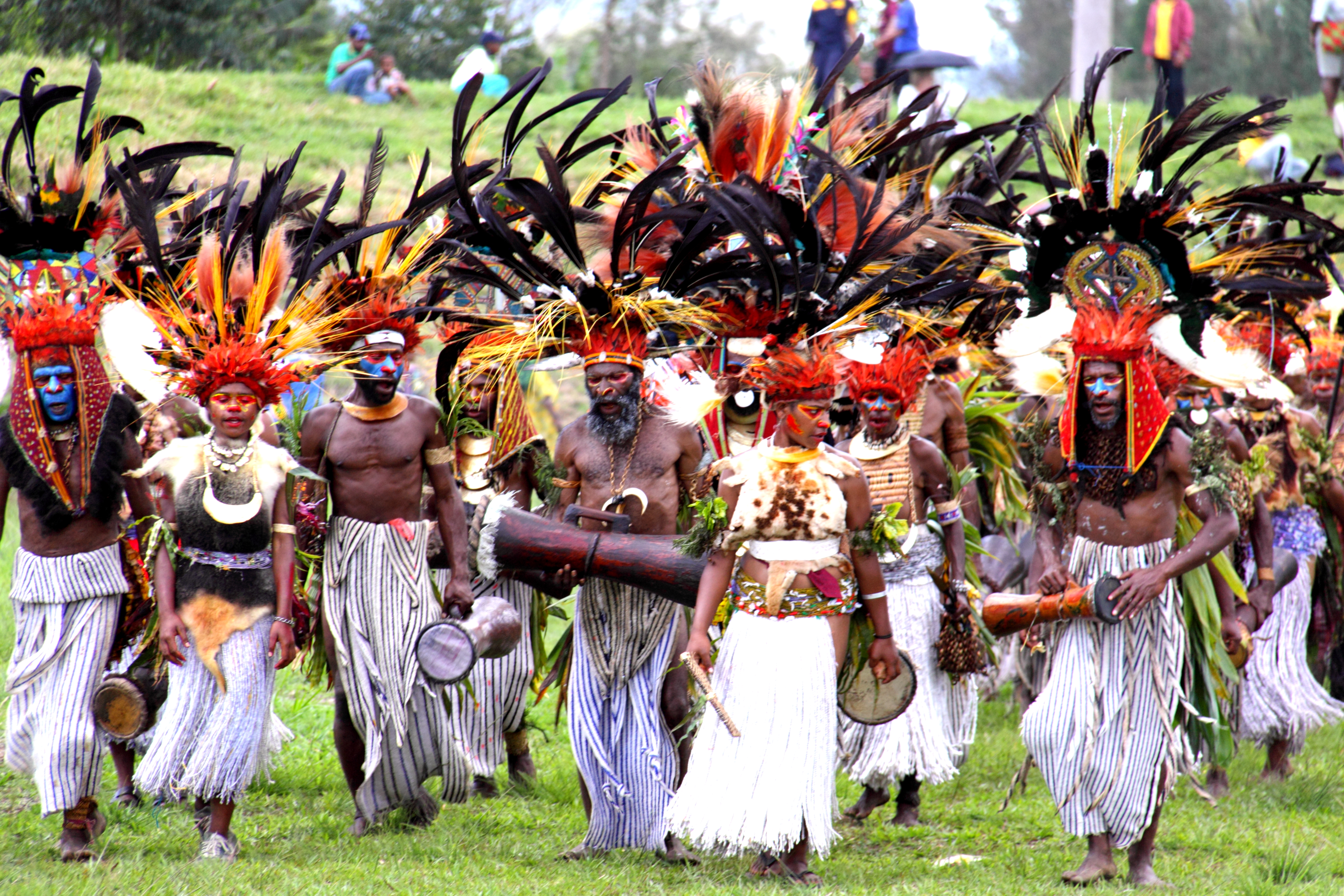
Tänzer und Sänger der Gruppe Golgoi mit Paradiesvogelfedern-Kopfputz und Sanduhrtrommel bei einer Kulturshow (sing-sing) im Hochland von Papua-Neuguinea, Jiwaka Province, 2009

Die sanduhrförmige Trommel ist die am weitesten in Papua-Neuguinea verbreitete Trommelform und wohl das kulturell wichtigste melanesische Musikinstrument, das Tänze und Zeremonien begleitet, besonders bei großen mehrtägigen Festen (sing-sing). Im Unterschied zu vielen Sanduhrtrommeln in Afrika, sind kundu keine Nachrichtentrommeln und dienen nie zur Verständigung über größere Entfernungen. Durch den relativ kleinen Membrandurchmesser wird die kundu stets auf dieselbe Art angeschlagen, weshalb sich die Schläge klanglich kaum unterscheiden.
Da die durchschnittlich langen schlanken Trommeln leicht zu tragen sind, werden sie von den Tänzern selbst in der Hand gehalten, mit Ausnahme der Regionen, in denen es eigene Trommelgruppen gibt. Die meisten Tänzer sind Männer und in einzelnen Gebieten der Western Province und Gulf Province erfolgt die Einführung in das Trommelspiel durch einen besonderen Männerkult. Vereinzelten Berichten zufolge werden regional Trommeln vor Frauen und nichtinitiierten Männern verborgen gehalten. Zur Ok-Sprachfamilie in der Sandaun Province gehörige Männer benötigen eine Initiation, um Trommeln und Maultrommeln (susap) spielen zu dürfen, während in manchen Regionen im Hochland Frauen mit Trommeln eigene Tanzstile pflegen. Darüber hinaus sorgen die Trommeln bei Gesängen für ein rhythmisches Muster, das in den meisten Regionen alle Trommler zugleich schlagen. Nur in der Eastern Highlands Province spielen die Musiker die relativ neu eingeführten Trommeln asynchron, während in der Oro Province und der Milne Bay Province an der Ostspitze unterschiedlich große kundu jeweils eigene Rhythmen zusammen spielen. Gelegentlich setzen die in der zweiten Hälfte des 20. Jahrhunderts aufgekommenen string bands Trommeln ein. Einige Bands, die eine Verschmelzung traditioneller Musik und westlicher Popmusik betreiben, fixieren die kundu senkrecht an einem Gestell und schlagen sie mit beiden Händen.
Im Hochland von Westneuguinea tanzen Männer und Frauen im Kreis, während sie einen Antwortgesang aufführen und Männer Sanduhrtrommeln schlagen. Ein solches Tanzliedgenre, das die Kwerba im Regierungsbezirk Sarmi an der Nordküste fatiya nennen, wird ausschließlich nachts aufgeführt. Es war früher mit Initiationen verbunden und gehört heute noch zu Hochzeiten, Begräbnissen, Neujahr, der Einweihung eines Gebäudes und anderen festlichen Anlässen. Fatiya zählt mit wiwiye und kona zu den „echten“ Tanzliedern, die bei traditionellen Zeremonien gesungen werden, zur Unterscheidung von den individuellen Unterhaltungsliedern karame für sonstige Gelegenheiten. Neben Sanduhrtrommeln werden die fatiya mit Schneckenhörnern und kurzen Bambusflöten begleitet, die alle Teilnehmer spielen dürfen.
Der würdevolle, von Sanduhrtrommeln begleitete Tanzstil wor basiert auf einer Tradition der Insel Biak. Von dort wurde er auf die Nachbarinseln und in die Provinz Papua Barat verbreitet, wo er Touristen vorgeführt wird.
Die Mairasi-Sprecher im Regierungsbezirk Kaimana am Übergang zur Halbinsel Vogelkop ändern bei den Tänzen den Rhythmus und die Haltung der Trommel. Sie schlagen einen langsamen gleichmäßigen Rhythmus auf der mit der Membran senkrecht nach unten gehaltenen Trommel im Wechsel mit einem schnellen ungleichmäßigen Rhythmus, den sie auf die mit der Membran nach oben gerichtete Trommel produzieren. Dazu sind sechs unterschiedliche Rhythmusmuster bekannt. Tanzlieder beginnen häufig mit einem schnellen Rhythmus, dessen Tempo im Verlauf des Stücks zweimal halbiert wird. Tonal bewegen sich die Lieder im Bereich des Ausgangstons und einer großen Sekunde. Die Lieder bestehen nach den Anforderungen des Textes aus Phrasen, die auf einfache oder komplexe Weise wiederholt werden.

## Kulturelle Bedeutung

### Mythen
Zahlreiche Mythen befassen sich mit der Herkunft und magischen Wirkung der Trommel. Nach einer Erzählung von den D’Entrecasteaux-Inseln an der Ostspitze Neuguineas (Milne Bay Province) konnten die Trommeln ursprünglich von selbst erklingen. Aber seitdem jemand eine Trommel ins Meer unter Wasser brachte, müssen sie geschlagen werden und sind von der Nachrichtenübermittlung ausgeschlossen. Die mit Waranhaut bespannten Trommeln werden, wie Reo Fortune (1932) überliefert, ausschließlich zur Begleitung von Tänzen verwendet.
In der Mythologie auf der Gazelle-Halbinsel im Osten Neubritanniens formte ein namenloser Schöpfer die beiden ersten Menschen To Kabinana und To Karvuvu. Diese beiden Stammvätern schufen eine Schlitztrommel (garamut) und ein Kanu, das sie mit Erde beluden, damit aufs Meer fuhren, an einigen Stellen Erde ins Meer warfen und so etliche Inseln im Umkreis bildeten. Erneut wurden die Stammväter zu zweit aktiv, als sie beschlossen, zwei Felltrommeln (kundu) zu erschaffen. Wie zuvor kam bei To Karvuvu nur eine Schlitztrommel heraus, während To Kabinana, der eine Felltrommel erschaffen hatte, ihn deswegen als Tor beschimpfte. In einer weiteren Erzählung tauchten sie im Meer nach zwei Steinen. Während To Kabinana aus seinem Stein ein Schneckenhorn anfertigte, konnte To Karvuvu den Stein nicht bearbeiten. Er höhlte stattdessen ein Holzstück aus und präsentierte eine Trommel. To Kabinana beschimpfte ihn deswegen, weil er ein geheimes Instrument erschaffen hatte, das bei Totentänzen erklingen und die Menschen unglücklich machen werde.
Waiat ist der Name eines Kulturbringers, der einst von Neuguinea in die Torres-Straße und zu den Bellevue-Inseln kam. Dort führte er auf der Insel Widul gewisse Tanzzeremonien ein, kannte aber offenbar die Trommel noch nicht, die bereits auf anderen Inseln verwendet wurde. Also setzte er sich in sein durch Zauberkraft erschaffenes Kanu und segelte auf der Suche nach dem zu hörenden Trommelklang die nahegelegenen Inseln ab, wurde aber von den Bewohnern immer weitergeschickt, bis er die Trommel auf einer der Inseln fand und mitnahm. Es war eine besondere Trommel, die nur mit einem Finger geschlagen werden durfte und dennoch einen großen Lärm machte.

### Sepik

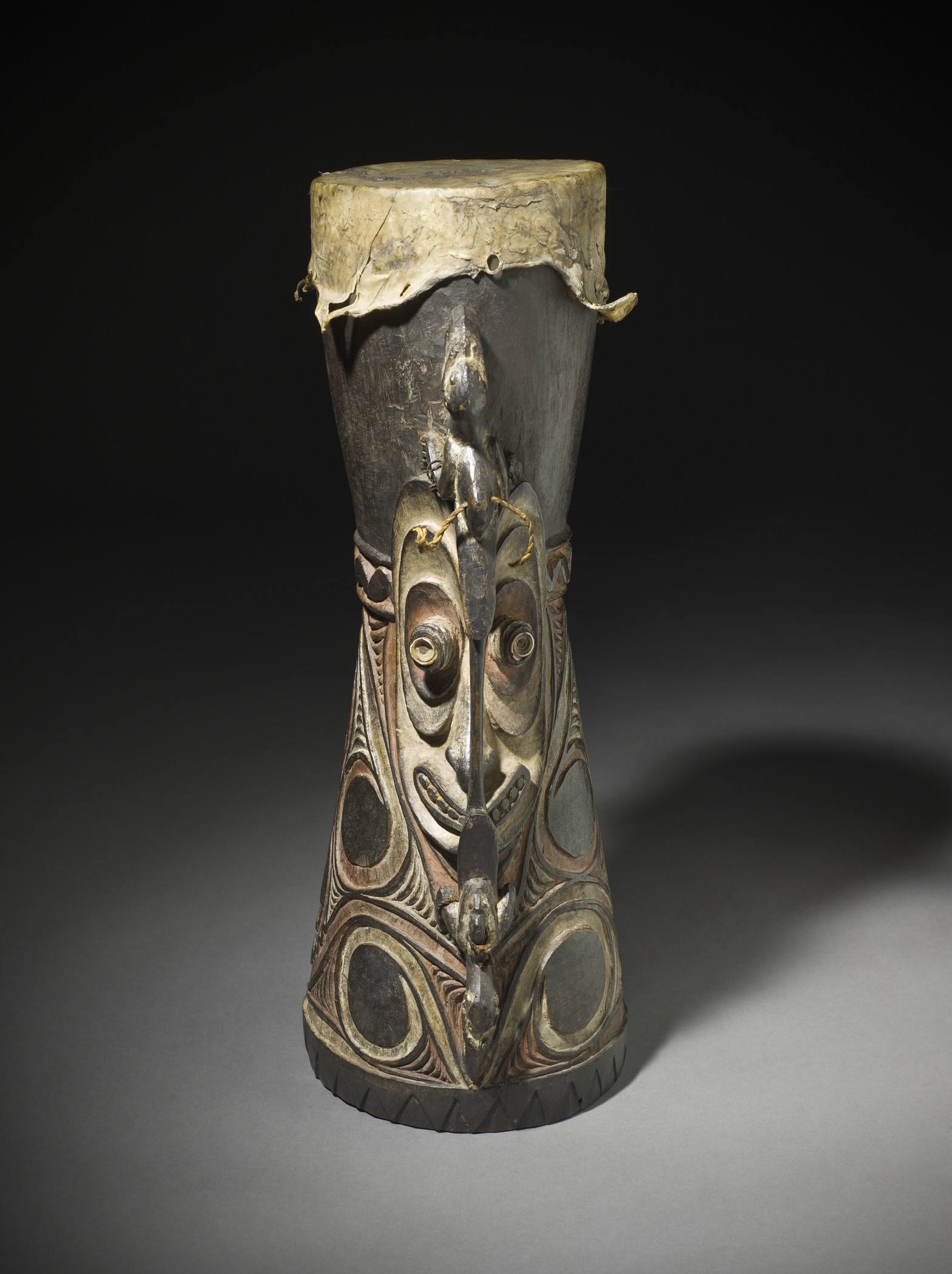
Kundu der östlichen Iatmul (Woliagui) am mittleren Sepik. Länge 60 Zentimeter, Durchmesser 23 Zentimeter. Um 1909. Der Handgriff verläuft über die Gesichtsmaske. Konzentrische Linien umschließen Kreisflächen. Los Angeles County Museum of Art

Eine 67 Zentimeter lange kundu aus dem Sepikgebiet, die sich im Museum für Völkerkunde Leipzig befindet, besitzt eine aufgeklebte Membran, die durch zwei gedrillte Rotangwülste fixiert wird, und ein gerade abgeschnittenes unteres Ende. An den gleichmäßig taillierten Korpus klammert sich an einer Seite ein großer Fregattvogel, der zwischen den Krallen, die sich um die Taille spannen, und der Schnabelspitze, die sich in den Korpus zu bohren scheint, einen Handgriff bildet. Der Korpus ist ansonsten weitgehend glatt. Bei einem ähnlichen Exemplar im Rautenstrauch-Joest-Museum in Köln ist der Korpus asymmetrisch mit der Taille nach oben zur Membran verschoben. Der Vogel klammert sich ebenso mit den Krallen an einem erhabenen Ornamentband an der Taille fest und bohrt seinen Schnabel wenig unterhalb der Membran in das Holz. Das Band setzt sich aus abwechselnd nach oben und nach unten zeigenden Dreiecken zusammen. Die anliegenden Flügel des Vogels werden durch eingekerbte Rillen und Dreiecke gekennzeichnet. Weitere Dreiecke bilden ein Band am unteren Rand. Farbresten nach zu urteilen, waren die Vertiefungen ganz oder teilweise weiß bemalt. Das Instrument misst 54 Zentimeter in der Länge und 18 Zentimeter im Durchmesser.
Bei einer anderen Trommel mit nur schwach ausgeprägter Sanduhrform und einer aufgeklebten Membran aus Echsenhaut bilden zwei unterschiedlich stark abstrahierte Echsen gegenüberliegende Handgriffe. Der mittlere Bereich des Korpus ist mit mehreren eingekerbten Bändern verziert. Einige Bänder bestehen aus Dreiecken, die nach einer kosmischen Symbolik für Feuer stehen. Die dazwischen verlaufenden Mäander symbolisieren die Elemente Erde und Luft.
Besonders kunstvoll ist eine leicht taillierte Trommel aus dem Sepikgebiet mit aufgeklebter Membran, deren Spannring verloren gegangen ist. Der Handgriff stellt einen detailliert geschnitzten Fregattvogel dar. Die Zickzackbänder am Mittelteil symbolisieren abwechselnd Feuer und Wasser, also wie die Dreiecke auf den Ornamentbändern der anderen Trommeln den Übergang zwischen gegensätzlichen Elementen. Die übrigen Flächen sind mit Kreislinien ausgefüllt. Diese Trommel wird wie eine ähnlich aufwendig gearbeitete, die zwei Handgriffe besitzt, im Tropeninstitut in Amsterdam aufbewahrt. Der Korpus ist mit parallelen konzentrischen Linien, die Kreisflächen einschließen, reliefiert. Beide Handgriffe zeigen Fregattvögel, deren Schwänze über ein plastisch hervortretendes menschliches Maskengesicht hinweg führen. Diese Darstellung wird als die Reise eines Verstorbenen vom Tod in das Reich der Geister gedeutet. Die Verbindung von Gegensatzpaaren und der Übergang eines Verstorbenen in das jenseitige Reich sind typische, auf Sanduhrtrommeln in Neuguinea vorkommende Motive. Möglich wird dieser Übergang und jede andere bedeutende Aktion in der Gemeinschaft durch ein Opfer, weshalb die Membran von einem geopferten Tier stammt und die Trommelherstellung mit Opferhandlungen einher geht.
Zu den Ornamenten am Sepik, die unter anderem auf Sanduhrtrommeln, Schlitztrommeln und Kampfschilden vorkommen, gehören auch zwei Reihen von Spiralen, die sich an einer Mittelachse spiegeln und früher als „Schmetterlingsflügel“ interpretiert wurden. Diese und manch andere Erklärung ist mutmaßlich eine nachträgliche Interpretation und gehört nicht zwangsläufig zu einer alten Tradition, denn die Formen waren bereits um die Wende zum 20. Jahrhundert zu einer kulturellen Konvention geworden, die ihre Produzenten nicht mehr erklären konnten.
Die kundu der Iatmul am mittleren Sepik (in der Regionalsprache kwangu, kangu oder kwang-gu) wird von Männern zu traditionellen Tänzen, totemistischen Gesängen und Namensliedern eines Clans anlässlich eines Totenrituals, der Einweihung eines Kanus oder eines Hauses gespielt. Anders als die sakralen Zeremonialobjekte wird die kundu nicht im Männerhaus aufbewahrt. Die Männer schlugen Sanduhrtrommeln auch zu Gesängen während der mit Skarifizierung verbundenen Initiation, um die Schreie der Jungen zu übertönen. In der Initiation wird das magische Krokodil herbeigelockt und die durch die Schnitte herbeigeführten Hautnarben symbolisieren die Krokodilbisse. Im Verlauf der sich anschließenden, mehrere Wochen dauernden Seklusion erhielt der Initiand Gregory Bateson (1932) zufolge einige nützliche Dinge, darunter einen Hocker, ein Blashorn und eine Trommel. Für die erstmalige Verwendung einer Trommel, einer Schlitztrommel, den erstmaligen Gebrauch sonstiger Alltagsgegenstände und die Vorführung erworbener Fähigkeiten vom Fangen eines Fisches mit einem Haken bis früher zur Tötung eines Feindes mit dem Speer wurden die Jungen nachfolgend mit einem naven-Ritual öffentlich gewürdigt. Ein naven bildete für Jungen und auch für Mädchen in ihren Bereichen eine Richtschnur für die Eingewöhnung in ihre gesellschaftlich-kulturellen Verhaltensweisen und Verpflichtungen.
Die totemistischen Gesänge (sagi) bestehen aus einer Abfolge von Solo- und Chorgesängen. Beim Solovortrag (sui) schlägt ein Sänger mit einem gesplitteten Bambusrohr (ngamasala) rhythmisch auf den Boden, während ein jüngeres Mitglied des Clans die Sanduhrtrommel spielt. In diesem Gesang werden die Totems erwähnt und die wichtigsten von ihnen lokalisiert. Der Sänger erzählt von der mythischen Wanderung des Clangründers und nennt die Orte, an denen er sich aufgehalten hat. Jeder Sologesang hat ein bestimmtes Totem zum zentralen Inhalt. Der Chorgesang (namoi) aller anwesenden Männer, der nach jedem Sologesang folgt und diesen inhaltlich zusammenfasst, wird von mehreren Bambusrohren und Sanduhrtrommeln begleitet. Am Chorgesang beteiligen sich alle initiierten Männer unter der Leitung des Vorsängers. Je nach Anlass singen die Männer einen bestimmten Ausschnitt aus dem sagi-Zyklus, etwa für die Einweihung eines Kanus den vala sagi und der Einweihung eines Männerhauses den ngego sagi. Die kundu schafft für diese Beschwörung der mythischen Welt einen akustischen Hintergrund. Eine solche Funktion haben bei anderen großen Zeremonien auch die Wassertrommel und eine quer geblasenes hölzernes Blashorn.

### Asmat

Zwei Asmat-Männer verwenden das Blut einer Frau für die Herstellung einer Trommel.

Von den Asmat in Westneuguinea wird die Methode berichtet, als Klebstoff für die Echsenhaut menschliches Blut zu verwenden. Das Blut eines Mannes und einer Frau wird durch Ritzen der Haut gewonnen, in Muscheln aufgefangen und dann vermischt. Sobald das Blut anfängt zu gerinnen, wird es auf den hölzernen Rand der Trommel und die Membran gestrichen. Mehrere Männer pressen dann mit ihren Händen gemeinsam die Membran fest, bevor sie einen Spannring umbinden. Die Verwendung von Blut wird zu einem Opferritual, bei dem die Frau die weibliche Erde und der Mann den jenseitigen Geist verkörpert. Das von beiden gemischte Blut stellt eine mystische Vereinigung dar und durch das Opfer wird die Trommel geheiligt.

### Diwaka
Bei den Gogodala am Aramia-Fluss, einem Nebenfluss des Bamu-Flusses, in der Western Province von Papua-Neuguinea begleitete die lange zylindrische diwaka die Tänze (maiyata) bei den männlichen Initiationszeremonien (aida) und anderen bedeutenden Ritualen. Im Langhaus wurden die für die Kultur wesentlichen Objekte aufbewahrt, zu denen geschnitzte Holzfiguren, Trommeln, Rasseln, Kanus, Kanupaddel, Speere und Körperschmuck gehörten, in denen sich die Macht der Ahnen verkörperte. Ab 1900 kamen die Gogodala unter die Kontrolle der Kolonialverwaltung und die ersten christlichen Missionare veranlassten die Zerstörung von Zeremonialobjekten. Während die Lebensweise im Langhaus noch intakt blieb, sorgte die Pazifizierung dafür, dass sich weniger Männer rituell auf Kriegszüge und Kopfjagden vorbereiteten.
Der bis dahin durchgeführte Initiationszyklus bestand aus den Stadien aida maiyata („Aida-Tanz“), gi maiyata („Vorbereitungs-Tanz“) und gawa maiyata („Kanu-Tanz“). An den Tänzen nahmen zum Rhythmus der heiligen Trommel diwaka und kleinerer in der Hand gehaltener Trommeln (kundu, auch waluwa) Männer und Frauen teil. Die Tänzer hatten Clanzeichen auf ihre Körper gemalt, trugen eine Maske, Kopfputz und eine Trommel, während sie sich innerhalb und unter dem Langhaus in häufig eindeutig sexuellen Posen tanzend bewegten. Diese Tänze versuchten die frühen Missionare zu unterbinden, sodass innerhalb von 20 Jahren trotz des Widerstands zahlreicher Einheimischer viele Trommeln, Kanus und andere Kultgegenstände zerstört waren und ein großer Teil der rituellen Aktivitäten aufgehört hatten.
Außer für die Ritualtänze diente die diwaka nach frühen Beschreibungen zum Aufruf in den Krieg und erhielt daher den Namen „Bamu-Kriegstrommel“. Der britische Kolonialbeamte C. G. Murray, der im Jahr 1900 nach eigenen Angaben als erster ins Flussgebiet des Bamu und zu den Gogodala vordrang, sah auf seiner Expedition eine 180 Zentimeter lange diwaka, die mit Wallabyhaut bespannt war. Murray schildert die Einheimischen, denen er begegnete als kriegerisch und mit Pfeil und Bogen ausgerüstet als kampfbereit. Dennoch gelang es ihm, sie friedlich zu stimmen und das Spiel einer diwaka zu beobachten. Ein am Boden sitzender Mann hatte die Trommel quer über seine Beine gelegt, während ein anderer mit geballten Fäusten auf die Membran schlug. Im folgenden Jahr wurde diese Trommel erhandelt. Sie ist vollständig mit großflächigen geschwungenen Mustern reliefiert und vermutlich das erste von den Gogodala erworbene Kunstobjekt, das sich heute im National Museum of Australia befindet.
Heute pflegen die Gogodala owama gi („Vergnügungstänze“), spontane öffentliche Freudentänze von Männern und Frauen, die von Sanduhrtrommeln waluwa der Männer und Bambusrasseln der Frauen begleitet werden. Als früher zeremonielle Tänze (maiyata) unter der Beteiligung von zwei bis drei Gogodala-Dörfern veranstaltet wurden, dienten die lautstarken Schläge der Trommeln und Rasseln dazu, die Bevölkerung zum Veranstaltungsort zu locken. Die Rhythmen lassen die Anwesenden nicht still sitzen und motivieren sie zur Teilnahme. Die Tänzer sind in lange Grasröcke gekleidet und führen bunt bemalte hölzerne Schilde (ikewa) mit, auf denen die Clanfiguren gemalt sind. Owama gi werden bei traditionellen Tanzveranstaltungen, Kanurennen (gawa maiyata), bei denen jedes Kanu ein Dorf repräsentiert, und bei verschiedenen sonstigen sportlichen Wettkämpfen aufgeführt.

### Trobriand-Inseln
Die knapp 900 Kilometer nördlich der Südostspitze von Neuguinea gelegenen Trobriand-Inseln pflegten einen zeremoniellen Tauschhandel (Kula-Ring) mit anderen Inseln innerhalb der Milne Bay Province. Dadurch waren die Inselbewohner in der Vergangenheit kulturell weniger isoliert als etliche Papuavölker im Hochland von Neuguinea, die bis zum Ende des Zweiten Weltkrieges kaum mit den Küstenbewohnern in Kontakt gekommen waren. Das wichtigste Ereignis im Jahreszyklus ist für die Trobriander die Zeit der Erntedankzeremonien (Kilivila-Sprache milamala), die auf den einzelnen Inseln unterschiedlich beginnt und insgesamt bis zu drei Monate dauern kann. Die Periode setzt nach der Yams-Ernte mit einer Abfolge von Festen ein, zu denen Zeremonialtänze gehören, die von Sanduhrtrommeln und Liedern (wosi) begleitet werden. Die Tänzer führen in traditioneller Kleidung mit dem Trommelrhythmus abgestimmte Schreit- und Rundtänze auf. Die Frauen und Mädchen tragen „Grasröcke“ (doba) aus Bananenblatt- und Pandanusblattstreifen, die Männer tragen teilweise ebenfalls „Grasröcke“, die sie von weiblichen Verwandten ihrer Väter erhalten haben, oder Lendenschürze (mwebua). Die Gesichter aller Tänzer sind rot, weiß und schwarz bemalt. Die Männer spielen Trommeln in drei Größen: katunenia (kleine Trommel), kupi (mittelgroße Trommel) und kesosau (große lange Trommel).

### Christliche Musik
Kundu gehören in den unmittelbaren Bereich von Initiationszeremonien und anderen vorchristlichen Kulten. Die Frage, wie damit im Zuge der christlichen Missionierung umgegangen werden soll, wurde früher unterschiedlich beantwortet und sorgt bis heute für kontroverse Diskussionen. Für den zu erstrebenden Bruch mit der kulturellen Tradition, der vor allem für die evangelikalen Glaubensrichtungen zentral ist, sehen die Missionare drei Ansätze: (1) Die traditionellen Kulturäußerungen werden vollständig durch westliche Übernahmen ersetzt. (2) Für die Musik wird beides abgelehnt, anstelle von westlichen, der Globalisierung und Verweltlichung zugeordneten Musikinstrumenten soll nur der Gesang als die reinste Form geistlicher Musik treten. (3) Die kulturellen Ausdrucksformen werden beibehalten, aber radikal im Hinblick auf christliche Vorstellungen umgedeutet. Den dritten Ansatz wählen etwa die Baptisten bei den Oksapmin-Sprechern im zentralen Hochland. In der alten Tradition der kundu (Oksapmin walon) wird nun die bislang verborgene göttliche Beziehung erkannt. Die frühere Verwendung der kundu (wie jedes anderen Musikinstruments) interessiert nicht, solange sie heute im christlichen Sinn für den Gottesdienst gebraucht wird. Der rituelle Einsatz der Trommel hat eine grundsätzlich andere Bedeutung angenommen, indem sie christlich sakralisiert wurde.
Bei den baptistischen Missionierungen spielen spirit meri genannte Frauen, die in Trance den Heiligen Geist in sich spüren, eine Rolle. Hierdurch wird die erwünschte strikte Gleichberechtigung der Geschlechter befördert. Für Frauen wurde es üblich, Trommel zu spielen, während Männer beim christlichen Trommelspiel häufig ein mit Muscheln behängtes Band (tiambel) schräg über der Brust tragen, das einen traditionellen Frauenschmuck darstellt. Muscheln und Trommeln werden zu religiösen Objekten erklärt, die zum Lobpreis Gottes geeignet sind.

### Nationalsymbol

Wappen Papua-Neuguineas

Papua-Neuguinea erhielt 1975 von Australien die volle staatliche Souveränität. Bereits 1971 wurde in einer Deklaration das zukünftige Wappen festgelegt, das aus drei Symbolen der nationalen Identität besteht: dem Raggi-Paradiesvogel, einem Zeremonialspeer und der kundu. Der Vogel krallt sich am Handgriff fest, der in der Mitte die beiden konischen Teile der Trommel verbindet. Von der Position des Vogels aus betrachtet befindet sich die weiße Membran auf der rechten Seite gegenüber der Speerspitze. Zur Stärkung des nationalen Selbstbewusstseins entwickelte die Regierung des jungen, aus über 800 Sprachgruppen bestehenden Vielvölkerstaates ein umfangreiches Bildungs- und Kulturprogramm und schuf nationale „Schlüsselsymbole“. Als architektonisches Zentrum dieser Bemühungen wurde das in seiner äußeren Gestalt an ein traditionelles Ahnenverehrungshaus (haus tambaran) angelehnte Nationalparlament Papua-Neuguineas in der Hauptstadt Port Moresby errichtet. Der große Konferenztisch erhielt die Form eines papuanischen Kanus (lakatoi) und wurde mit Intarsien verziert, die eine kundu darstellen. Die Handgriffe an der Tür zur Eingangshalle sind zwei stilisierte Sanduhrtrommeln.